# Ajaraneola
Ajaraneola is een geslacht van spinnen uit de familie springspinnen (Salticidae).

## Soorten
De volgende soorten zijn bij het geslacht ingedeeld:
- Ajaraneola mastigophora Wesolowska & A. Russell-Smith, 2011